# Douglas DC-8

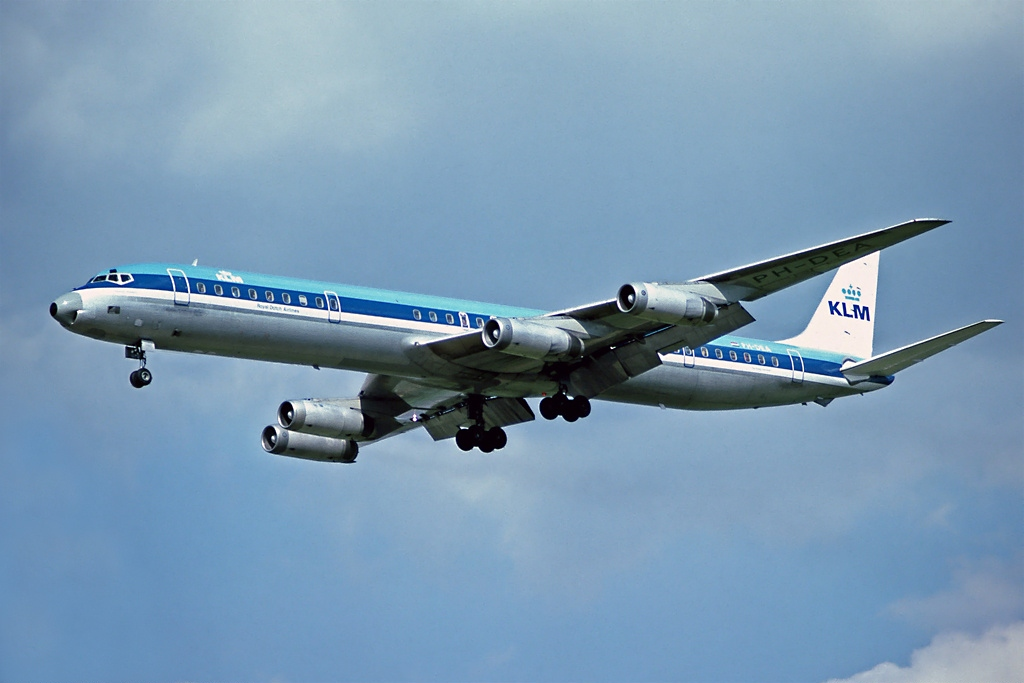
DC-8-63 KLM приземляється в Лондонському аеропорті Хітроу (Квітень 1978).

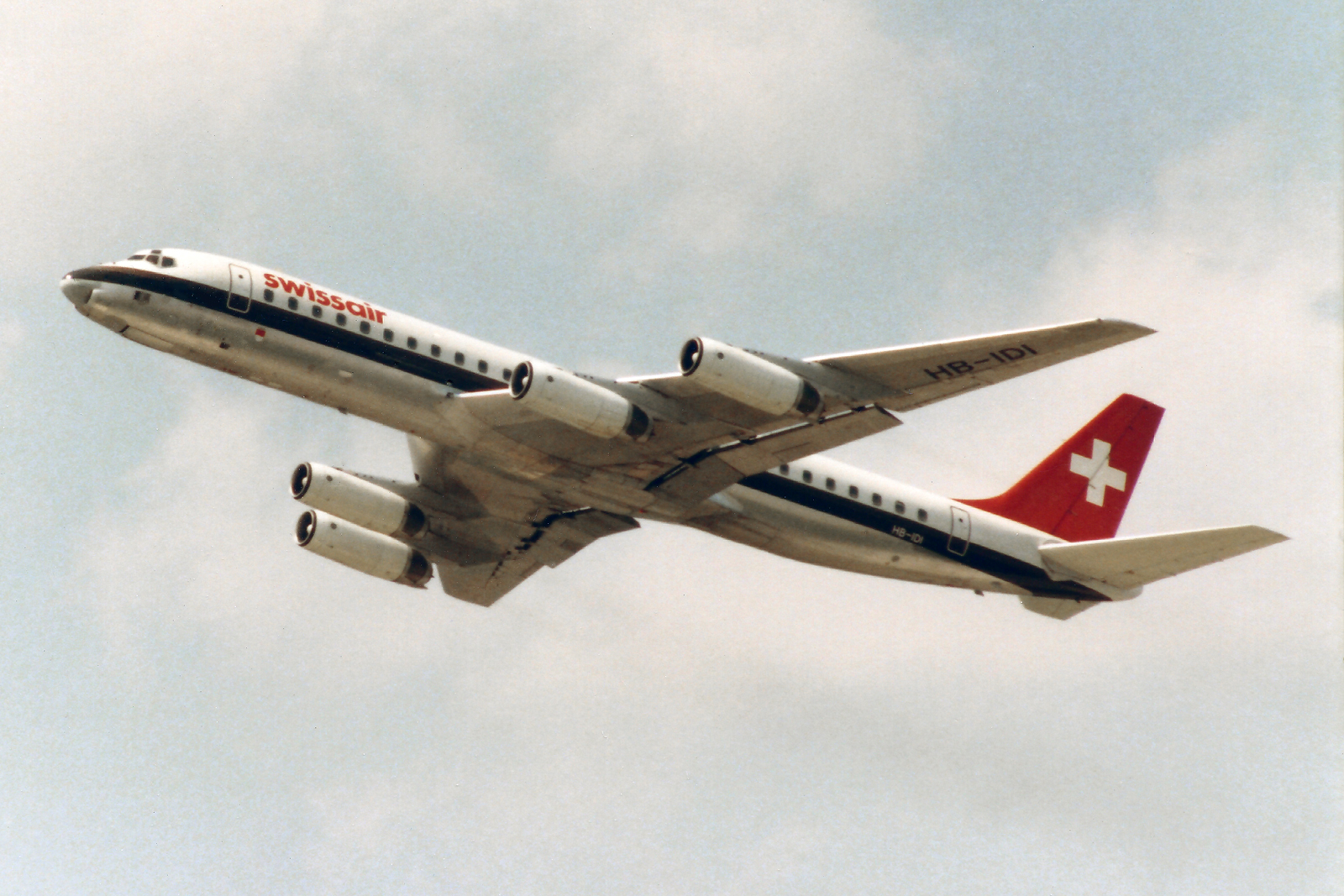
DC-8-62 Swissair злітає з цюрихського аеропорту Клотен (Травень 1981).

Douglas DC-8 або ж просто DC-8 (укр. Дуглас ДС-8) — американський реактивний вузькофюзеляжний літак компанії «McDonnell Douglas», вироблявся з 1958 по 1972 роки. Головним конкурентом моделі був також американський Boeing 707. В жовтні 1955 першою авіакомпанією, що замовила DC-8 це Pan Am, а перший політ відбувся 30 травня 1958 року.